# André Schürrle
André Schürrle (n. 6 noiembrie 1990, Ludwigshafen am Rhein, Germania) este un fotbalist german retras din activitate  care a evoluat pe postul de atacant.
Și-a început cariera la Mainz 05 în 2009, petrecând doi ani la club înainte de un transfer de 6,5 milioane de lire sterline la Bayer 04 Leverkusen. Performanțele sale de acolo au atras atenția lui Chelsea, care l-a semnat pentru 18 milioane de lire sterline în 2013. Schürrle a jucat un sezon și jumătate în Premier League la clubul englez înainte de a se alătura lui VfL Wolfsburg pentru 22 de milioane de lire sterline în ianuarie 2015, câștigând DFB-Pokal și DFL-Supercup în primul său an.
Schürrle a fost internațional cu echipa națională de fotbal a Germaniei din 2010 până în 2017, acolo unde a adunat 57 de selecții și a marcat 22 de goluri. A făcut parte din echipele Germaniei care au ajuns în semifinale la UEFA Euro 2012 și au câștigat Campionatul Mondial de Fotbal 2014. În timpul prelungirilor din finala Campionatului Mondial din 2014, a oferit pasa decisivă pentru golul victoriei înscris de Mario Götze împotriva Argentinei. S-a retras din fotbalul profesionist în iulie 2020, la vârsta de 29 de ani.

## Statistici carieră

### Club
La 22 martie 2017.
| Performanță la club | Performanță la club | Performanță la club | Campionat | Campionat | Cupă    | Cupă   | Cupa Ligii | Cupa Ligii | Continental | Continental | Altele  | Altele | Total   | Total  |
| Club                | Ligă                | Sezon               | Meciuri   | Goluri    | Meciuri | Goluri | Meciuri    | Goluri     | Meciuri     | Goluri      | Meciuri | Goluri | Meciuri | Goluri |
| ------------------- | ------------------- | ------------------- | --------- | --------- | ------- | ------ | ---------- | ---------- | ----------- | ----------- | ------- | ------ | ------- | ------ |
| Mainz 05            | Bundesliga          | 2009–10             | 33        | 5         | 1       | 0      | —          | —          | —           | —           | —       | —      | 34      | 5      |
| Mainz 05            | Bundesliga          | 2010–11             | 33        | 15        | 1       | 0      | —          | —          | —           | —           | —       | —      | 34      | 15     |
| Mainz 05            | Total               | Total               | 66        | 20        | 2       | 0      | —          | —          | —           | —           | —       | —      | 68      | 20     |
| Bayer Leverkusen    | Bundesliga          | 2011–12             | 31        | 7         | 1       | 1      | —          | —          | 8           | 1           | —       | —      | 40      | 9      |
| Bayer Leverkusen    | Bundesliga          | 2012–13             | 34        | 11        | 3       | 1      | —          | —          | 6           | 2           | —       | —      | 43      | 14     |
| Bayer Leverkusen    | Total               | Total               | 65        | 18        | 4       | 2      | —          | —          | 14          | 3           | —       | —      | 83      | 23     |
| Chelsea             | Premier League      | 2013–14             | 30        | 8         | 1       | 0      | 1          | 0          | 10          | 1           | 1       | 0      | 43      | 9      |
| Chelsea             | Premier League      | 2014–15             | 14        | 3         | 1       | 0      | 3          | 1          | 4           | 1           | —       | —      | 22      | 5      |
| Chelsea             | Total               | Total               | 44        | 11        | 2       | 0      | 4          | 1          | 14          | 2           | 1       | 0      | 65      | 14     |
| Wolfsburg           | Bundesliga          | 2014–15             | 14        | 1         | 4       | 0      | —          | —          | 4           | 0           | —       | —      | 22      | 1      |
| Wolfsburg           | Bundesliga          | 2015–16             | 29        | 9         | 1       | 1      | —          | —          | 10          | 2           | 1       | 0      | 41      | 12     |
| Wolfsburg           | Total               | Total               | 43        | 10        | 5       | 1      | —          | —          | 14          | 2           | 1       | 0      | 63      | 13     |
| Borussia Dortmund   | Bundesliga          | 2016–17             | 15        | 2         | 3       | 2      | —          | —          | 6           | 1           | 1       | 0      | 25      | 5      |
| Borussia Dortmund   | Total               | Total               | 15        | 2         | 3       | 2      | —          | —          | 6           | 1           | 1       | 0      | 25      | 5      |
| Total carieră       | Total carieră       | Total carieră       | 233       | 61        | 16      | 5      | 4          | 1          | 47          | 7           | 3       | 0      | 304     | 75     |

### Internațional
| Germania | Germania | Germania |
| An       | Meciuri  | Goluri   |
| -------- | -------- | -------- |
| 2010     | 1        | 0        |
| 2011     | 10       | 5        |
| 2012     | 9        | 2        |
| 2013     | 10       | 4        |
| 2014     | 12       | 6        |
| 2015     | 7        | 3        |
| 2016     | 6        | 0        |
| 2017     | 2        | 2        |
| Total    | 57       | 22       |

## Goluri internaționale
| #   | Data              | Stadion                                  | Oponent           | Scor | Rezultat | Competiția                                             |
| --- | ----------------- | ---------------------------------------- | ----------------- | ---- | -------- | ------------------------------------------------------ |
| 1.  | 29 mai 2011       | Rhein-Neckar-Arena, Sinsheim, Germania   | Uruguay           | 2–0  | 2–1      | Meci amical                                            |
| 2.  | 7 iunie 2011      | Tofiq Bahramov Stadium, Baku, Azerbaijan | Azerbaidjan       | 3–1  | 3–1      | Preliminariile Campionatului European de Fotbal 2012   |
| 3.  | 10 august 2011    | Mercedes-Benz Arena, Stuttgart, Germania | Brazilia          | 3–1  | 3–2      | Meci amical                                            |
| 4.  | 2 septembrie 2011 | Veltins-Arena, Gelsenkirchen, Germania   | Austria           | 5–2  | 6–2      | Preliminariile Campionatului European de Fotbal 2012   |
| 5.  | 11 octombrie 2011 | Esprit Arena, Düsseldorf, Germania       | Belgia            | 2–0  | 3–1      | Preliminariile Campionatului European de Fotbal 2012   |
| 6.  | 26 mai 2012       | St. Jakob-Park, Basel, Elveția           | Elveția           | 2–3  | 3–5      | Meci amical                                            |
| 7.  | 31 mai 2012       | Red Bull Arena, Leipzig, Germania        | Israel            | 2–0  | 2–0      | Meci amical                                            |
| 8.  | 11 octombrie 2013 | Rhein-Energie Stadion, Köln, Germania    | Republica Irlanda | 2–0  | 3–0      | Calificările pentru Campionatul Mondial de Fotbal 2014 |
| 9.  | 15 octombrie 2013 | Friends Arena, Solna, Suedia             | Suedia            | 3–2  | 5–3      | Calificările pentru Campionatul Mondial de Fotbal 2014 |
| 10. | 15 octombrie 2013 | Friends Arena, Solna, Suedia             | Suedia            | 4–2  | 5–3      | Calificările pentru Campionatul Mondial de Fotbal 2014 |
| 11. | 15 octombrie 2013 | Friends Arena, Solna, Suedia             | Suedia            | 5–3  | 5–3      | Calificările pentru Campionatul Mondial de Fotbal 2014 |